# Markus Parilo
Markus Parilo ist ein kanadischer Schauspieler und Stuntman.

## Leben
Parilo wirkte zu Beginn der 1990er Jahre erstmals in Fernsehproduktionen mit. Dazu gehörten zwei Episodenrollen in den Fernsehserien Krieg der Welten und E.N.G. sowie dem Fernsehfilm Uncut Gem. Zusätzlich hatte er zwischen 1990 und 1992 eine wiederkehrende Rolle in der Serie Katts und Dog inne. Im weiteren Verlauf der 1990er Jahre konnte er sich durch Episodenrollen in Fernsehserien und Besetzungen in Spiel- und Fernsehfilmen als Schauspieler etablieren. Ab 1995 erfolgten auch Tätigkeiten als Stuntman. 1999 lieh er im Film Turbulenzen – und andere Katastrophen dem Piloten seine Stimme. 2001 stellte er im Fernsehzweiteiler Die Unicorn und der Aufstand der Elfen den Elfenkönig Oberon dar. Seine bis dato größte Serienrolle hatte er 2012 in Die Firma als Bones inne.

## Filmografie (Auswahl)

### Schauspiel
- 1990: Erben des Fluchs (Friday the 13th: The Series, Fernsehserie, Episode 3x10)
- 1990: Uncut Gem (Fernsehfilm)
- 1990: Krieg der Welten (Fernsehserie, Episode 2x18)
- 1990: E.N.G. (Fernsehserie, Episode 2x10)
- 1990–1992: Katts und Dog (Katts and Dog, Fernsehserie, 2 Episoden)
- 1991: Der Preis der Schönheit (Drop Dead Gorgeous, Fernsehfilm)
- 1992: Tropical Heat (Sweating Bullets, Fernsehserie, Episode 2x20)
- 1992: Nick Knight – Der Vampircop (Forever Knight, Fernsehserie, Episode 1x06)
- 1994: TekWar – Kampf um die verlorene Vergangenheit (TekWar, Fernsehfilm)
- 1994: Boozecan
- 1994–1996: Kung Fu – Im Zeichen des Drachen (Fernsehserie, 2 Episoden, verschiedene Rollen)
- 1995: Verschwörung der Patrioten (The Shamrock Conspiracy, Fernsehfilm)
- 1995: Young at Heart (Fernsehfilm)
- 1995: Unsere feindlichen Nachbarn (Canadian Bacon)
- 1996: Gestohlene Herzen (Two If by Sea)
- 1996: Gridlock – Die Falle (Gridlock, Fernsehfilm)
- 1996: Twisters – Die Nacht der Wirbelstürme (Night of the Twisters, Fernsehfilm)
- 1996: Schutzlos ausgeliefert (No One Could Protect Her)
- 1996: Crash
- 1996: Eine Familie zum Kotzen (The Stupids)
- 1996: Allein gegen das Recht (Mistrial, Fernsehfilm)
- 1997: Liebe zwischen Lüge und Betrug (Lies He Told, Fernsehfilm)
- 1997: Mord im Weißen Haus (Murder at 1600)
- 1997: F/X (Fernsehserie, Episode 1x18)
- 1997: Nikita (Fernsehserie, 2 Episoden, verschiedene Rollen)
- 1998: Sindbads Abenteuer (The Adventures of Sinbad, Fernsehserie, Episode 2x19)
- 1998–1999: PSI Factor – Es geschieht jeden Tag (PSI Factor – Chronicles of the Paranormal, Fernsehserie, 3 Episoden)
- 1999: Parkland – Deal mit dem Tod (Killer Deal, Fernsehfilm)
- 1999: Turbulenzen – und andere Katastrophen (Pushing Tin)
- 1999: Im Fadenkreuz der Angst (Striking Poses)
- 1999: Der blutige Pfad Gottes (The Boondock Saints)
- 1999: Aliens im wilden Westen (Aliens in the Wild, Wild West)
- 2000: Relic Hunter – Die Schatzjägerin (Relic Hunter, Fernsehserie, Episode 2x03)
- 2001: Die Unicorn und der Aufstand der Elfen (Voyage of the Unicorn, Fernsehfilm)
- 2001: Jason X
- 2001: Mission Erde – Sie sind unter uns (Earth: Final Conflict, Fernsehserie, Episode 5x09)
- 2001: Runaway Jane – Allein gegen alle (Jane Doe)
- 2002: Blue Murder (Fernsehserie, Episode 2x11)
- 2002: Doc (Fernsehserie, Episode 2x14)
- 2002: Tracker (Fernsehserie, 2 Episoden)
- 2002: Mutant X (Fernsehserie, Episode 2x01)
- 2002: Sue Thomas: F.B.I. (Sue Thomas: F.B.Eye, Fernsehserie, Episode 1x01)
- 2002: Martin and Lewis (Fernsehfilm)
- 2002–2004: Queer as Folk (Fernsehserie, 2 Episoden)
- 2004: H2O (Fernsehserie, 2 Episoden)
- 2005: Missing – Verzweifelt gesucht (Missing, Fernsehserie, Episode 3x02)
- 2005: Mayday – Alarm im Cockpit (Air Crash Investigation/Mayday/Air Disaster, Fernsehserie, Episode 3x08)
- 2008: Just Business
- 2012: Red Lights
- 2012: Die Firma (The Firm, Fernsehserie, 8 Episoden)
- 2012: Alphas (Fernsehserie, Episode 2x03)
- 2014: Freezer
- 2014: RoboCop
- 2015: Gangland Undercover (Fernsehserie, 2 Episoden)
- 2015: Fargo (Fernsehserie, 2 Episoden)
- 2015–2016: The Expanse (Fernsehserie, 2 Episoden)
- 2017: Adam’s Testament

### Stunts
- 1995: Vernetzt – Johnny Mnemonic (Johnny Mnemonic)
- 1995: Darkman II – Durants Rückkehr (Darkman II – The Return of Durant)
- 1995: Nick Knight – Der Vampircop (Forever Knight, Fernsehserie, Episode 3x03)
- 1998: John Woo’s Blackjack (Blackjack, Fernsehfilm)
- 1998: Naked City – Justice with a Bullet (Naked City: Justice with a Bullet, Fernsehfilm)
- 1999: Relic Hunter – Die Schatzjägerin (Relic Hunter, Fernsehserie)
- 2001: Der Pate von New York (Boss of Bosses, Fernsehfilm)
- 2002: A Killing Spring (Fernsehfilm)
- 2003: Absolon
- 2006: The Sentinel – Wem kannst du trauen? (The Sentinel)
- 2008: Die Stadt der Blinden (Blindness)